# Philippe Curval
Philippe Curval este pseudonimul lui Philippe Tronche (n. 27 decembrie 1929, Paris, Île-de-France, Franța – d. 5 august 2023, Paris, Métropole du Grand Paris, Franța), jurnalist și scriitor de science-fiction francez.

## Lucrări
- „Un soupçon de néant”, 1963. Povestirea a fost tradusă ca „Un pic de neant” și dă numele colecției editate de Vladimir Colin în 1970.

Romane
- Les fleurs de Vénus (1960)
- Le ressac de l'espace (1962)
  - ro. Resacul spațiului, Editura Brâncuși, Târgu Jiu, 1992
- La forteresse de coton (1967)
- Les sables de Falun (1970)
- L'homme à rebours (1974)
- Un soupçon de néant (1977)
- Rut aux étoiles (1979)
- Y a quelqu'un ? (1979)
- La face cachée du désir (1980)
- Tous vers l'extase (1981)
  - ro. Toți spre extaz, Editura Nemira, 1994
- L'odeur de la bête (1981)
- Akiloë (1988)
- Les évadés du mirage (1995)
- Voyance aveugle (1998)
- Congo Pantin (2000)
- Voyage a l'envers (2000)
- Lothar blues (2008)

 Seria Marcom
- 1 Cette chère humanité (1976)
  - ro. Enclava, Editura Bogdana, 2003[7]
- 2 Le dormeur s'éveillera-t-il ? (1979)
- 3 En souvenir du futur (1983)

Colecții
- Le livre d'or de la Science-Fiction : Philippe Curval (1980)
- Regarde, fiston, s'il n'y a pas un extra-terrestre derrière la bouteille de vin (1980)
- Debout les morts ! Le train fantôme entre en gare (1984)
- Comment jouer à l'homme invisible en trois leçons (1986)
- Habite-t-on réellement quelque part ? (1989)
- Rasta solitude (2003)
- L'homme qui s'arrêta : journaux ultimes (2009)

## Vezi și
- Listă de scriitori francezi